# 클링온드
클링온드(Klingande, 1991년 ~ )는 프랑스의 DJ, 음악 프로듀서이다. 대표곡은 "Kling-an-de"이다.